# Romain Marchessou
Romain Marchessou (* 9. September 1985) ist ein monegassischer Gewichtheber.

## Karriere
Marchessou begann im Alter von 13 Jahren mit dem Gewichtheben. Bei einer Trainingsreise mit seinem Verein war er eher zufällig mit der Sportart in Berührung gekommen und hatte sofort Gefallen daran gefunden. Er schloss sich der Gewichtheberabteilung des AS Monaco an.
Erste Erfolge feierte er im Juniorenbereich zwischen 2002 und 2004 mit Finalteilnahmen bei den Junioreneuropameisterschaften. 2005 entschloss er sich, seinen Sport professionell zu betreiben. Seine größten Erfolge erreichte er mit zwei Silbermedaillen und einer Bronzemedaille im Mannschaftswettbewerb bei den Turnieren der kleinen Staaten von Europa 2005 und 2007. 2007 stand er zudem im Finale der Gewichtheber-Weltmeisterschaften. Im August 2008 nahm er an den Olympischen Sommerspielen in Peking teil.
Sein persönlicher Rekord liegt bei 253 kg (113 kg im Reißen, 140 kg im Stoßen). Er trainiert zusammen mit der französischen Nationalmannschaft im Gewichtheben.

## Erfolge
Junioren 
- 2002: 18. Junioren-EM (- 69 kg)
- 2003: 19. Junioren-EM (- 77 kg)
- 2004: 16. Junioren-EM (- 77 kg)

 Senioren
- 2005: 2. Turnier der kleinen Staaten von Europa in Zypern (Mannschaft)
- 2006: 3. Turnier der kleinen Staaten von Europa in Zypern (Mannschaft)
- 2007: 20. EM (- 77 kg)
- 2007: 41. EM (- 77 kg)
- 2007: 2. Turnier der kleinen Staaten von Europa in Deutschland (Mannschaft)
- 2007: 18. EM (- 77 kg)

| Personendaten    | Personendaten               |
| ---------------- | --------------------------- |
| NAME             | Marchessou, Romain          |
| KURZBESCHREIBUNG | monegassischer Gewichtheber |
| GEBURTSDATUM     | 9. September 1985           |